# Schloss Weitra

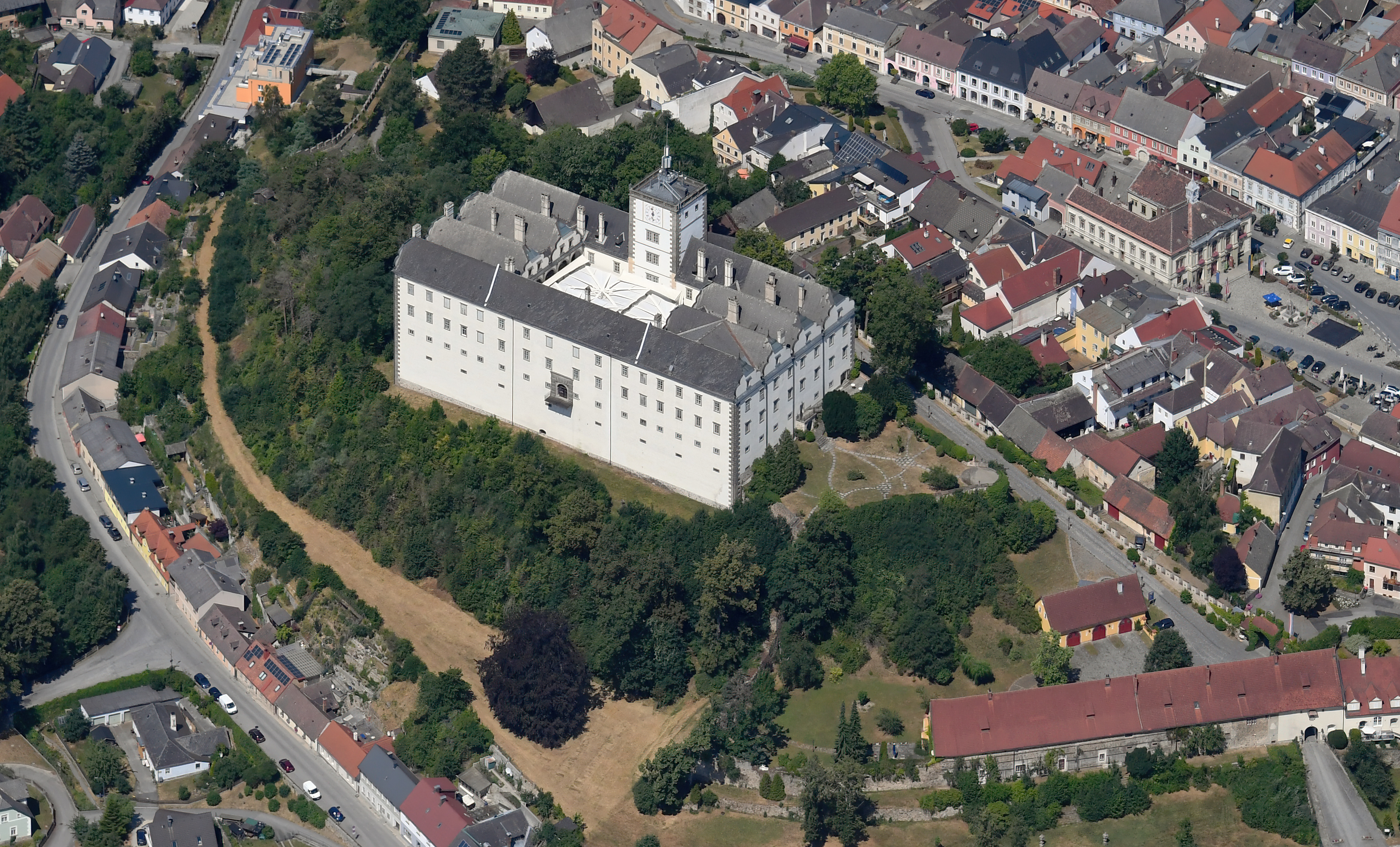
Schloss Weitra von Südosten aus der Luft gesehen

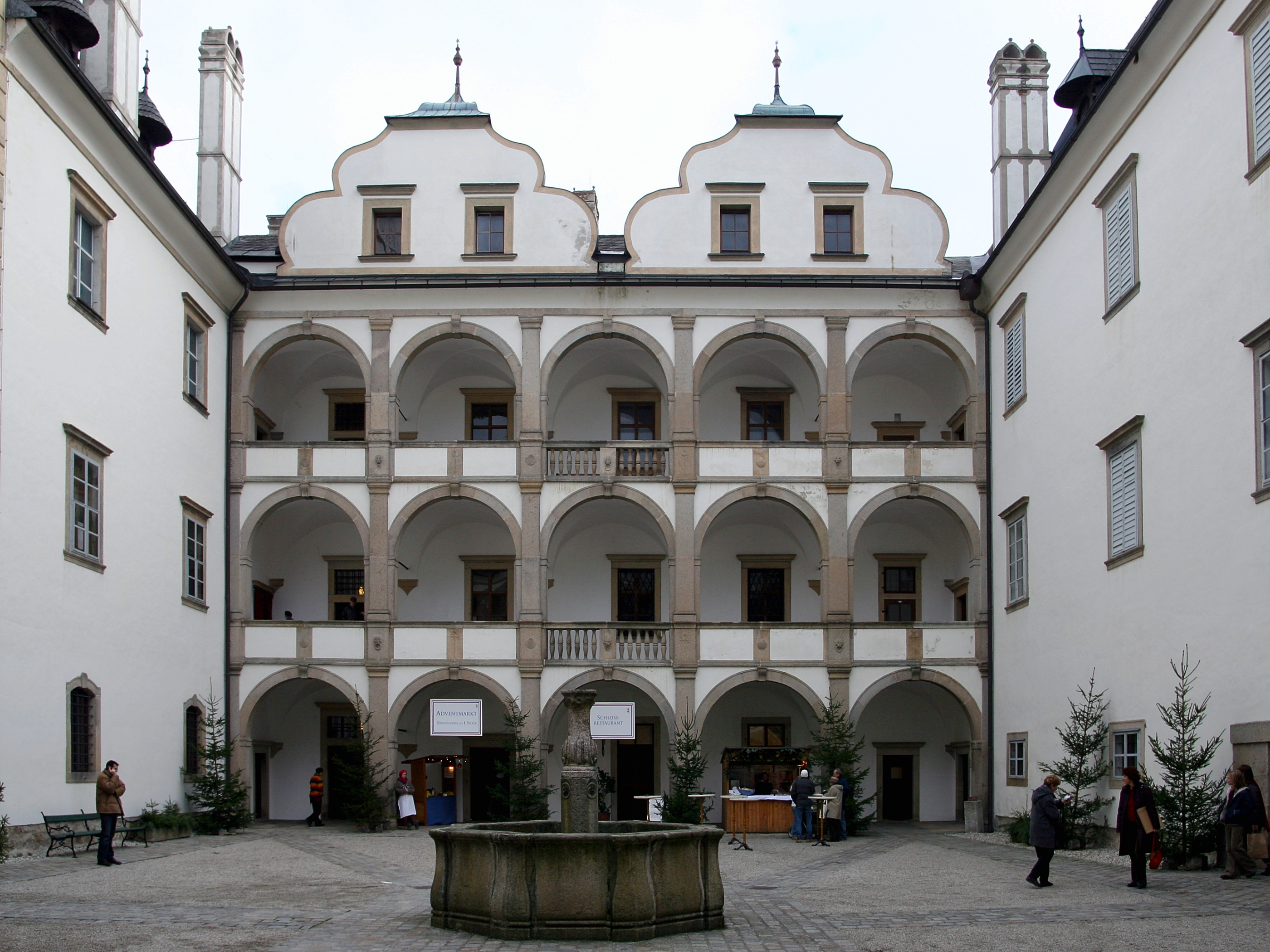
Der Renaissancehof

Das Schloss Weitra ist ein Renaissanceschloss im Waldviertel, das im späten 16. Jahrhundert durch den Umbau einer mittelalterlichen Burg entstand. Es befindet sich in erhöhter Lage südlich der Weitraer Altstadt im niederösterreichischen Bezirk Gmünd.

## Geschichte

### Ursprüngliche Burganlage
Die Burg wurde wie die Stadt Weitra zwischen 1201 und 1208 durch Hadmar II. von Kuenring gegründet. Heinrich IV. von Kuenring-Weitra, seit 1274 Marschall von Österreich, der sich gegen Rudolf I. erhob, floh nach Weitra.
Nach der Schlacht bei Dürnkrut und Jedenspeigen wurde Weitra durch Stephan von Maissau belagert, wobei die Kuenringer die Herrschaft Weitra verloren. Sie wurde von Rudolf I. eingezogen, dessen Söhne sie kurz wieder an Leuthold von Kuenring verliehen.
Die Burg wurde häufig in Kriegen belagert wie durch die Hussiten 1426 und 1431 oder die Ungarn 1486. Im Jahr 1508 wurde die Herrschaft an Laslav von Prag, Freiherr zu Windhag verpfändet. 1582 schenkte Rudolf II. Burg und Stadt Weitra seinem Kämmerer Wolf Rumpf Freiherr von Wullroß. Wolf Rumpfs Witwe Maria, geborene Gräfin Arco, heiratete den Grafen Friedrich von Fürstenberg-Heiligenberg († 1617), dem sie die inzwischen zum Renaissanceschloss umgebaute Burg und die Stadt Weitra vererbte.

### Heutiges Schloss
Ab 1606 befand sich Weitra im Besitz der Prinzen und Landgrafen zu Fürstenberg. Der Bau des Renaissanceschlosses erfolgte direkt über der ursprünglichen Burganlage gegen Ende des 16. Jahrhunderts nach 1588 gezeichneten Plänen von Pietro Ferrabosco. Durch schwedische Truppen wurde die Burg 1645 erfolglos belagert. Nach mehreren Bränden wurden barocke und Rokokoelemente hinzugefügt.
Als die Linie Fürstenberg-Heiligenberg 1716 ausstarb, fiel Schloss Weitra 1744 an Landgraf Ludwig, den jüngeren Bruder des Fürsten Joseph Wilhelm Ernst zu Fürstenberg-Stühlingen. Landgraf Ludwig († 1759) begründete die Linie der Landgrafen von Fürstenberg-Weitra, welche nach seinem Tod in die beiden Linien Weitra und Taikowitz zerfiel. Aus der Linie in Weitra ging der Kardinal Friedrich Egon von Fürstenberg († 1892) hervor.
Im Zuge des Zweiten Weltkriegs hatte das Schlossensemble unter Zerstörungen durch devastierende sowjetische Besatzungstruppen schwer zu leiden. Angesichts der Nähe zum Eisernen Vorhang und der Strukturschwäche des Umlands verfiel es. Anlässlich der Niederösterreichischen Landesausstellung 1994 wurde das Schloss von Johannes Prinz zu Fürstenberg renoviert und der Öffentlichkeit zugänglich gemacht.

### Nutzung

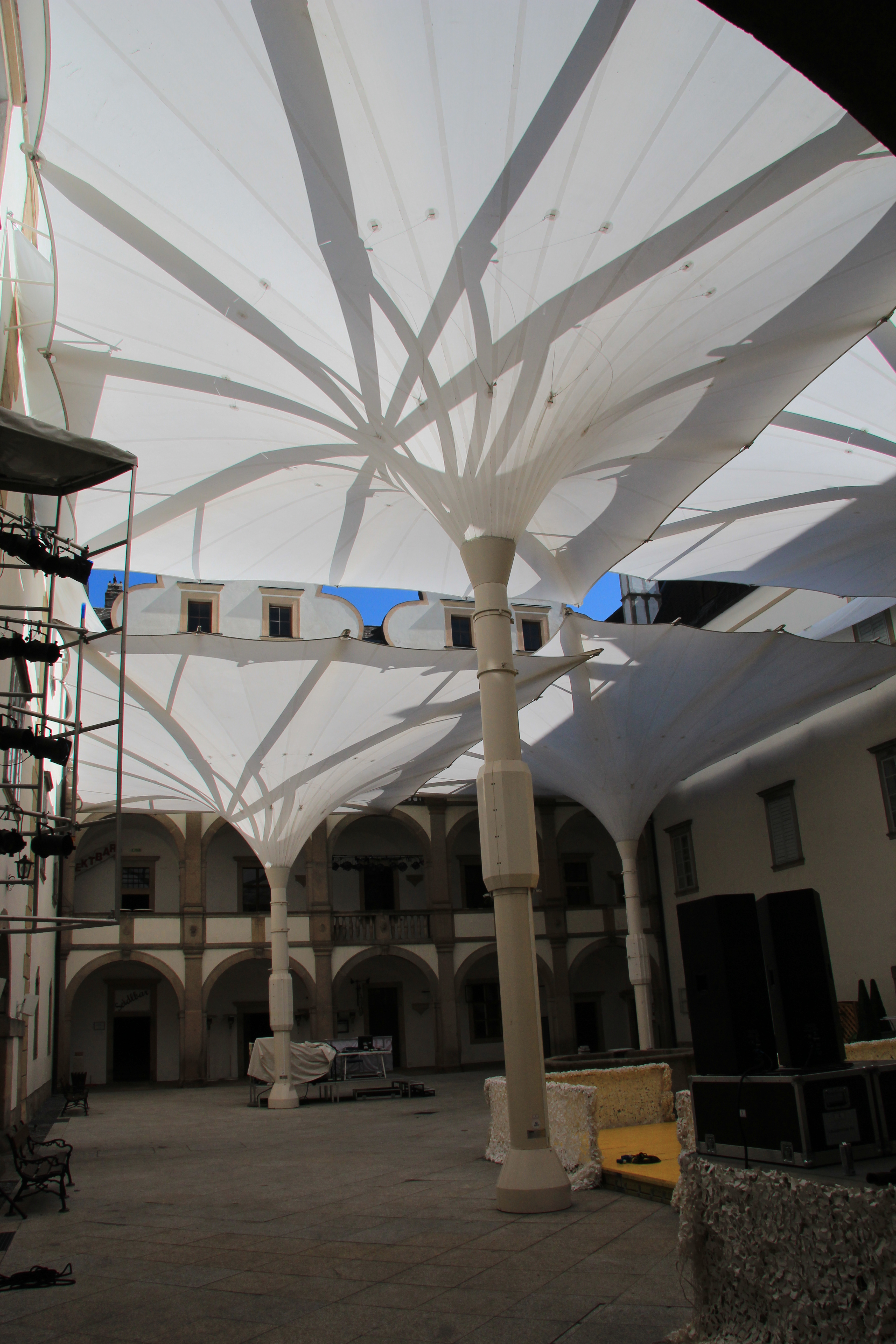
Aufgespannte Schirme im Schlosshof

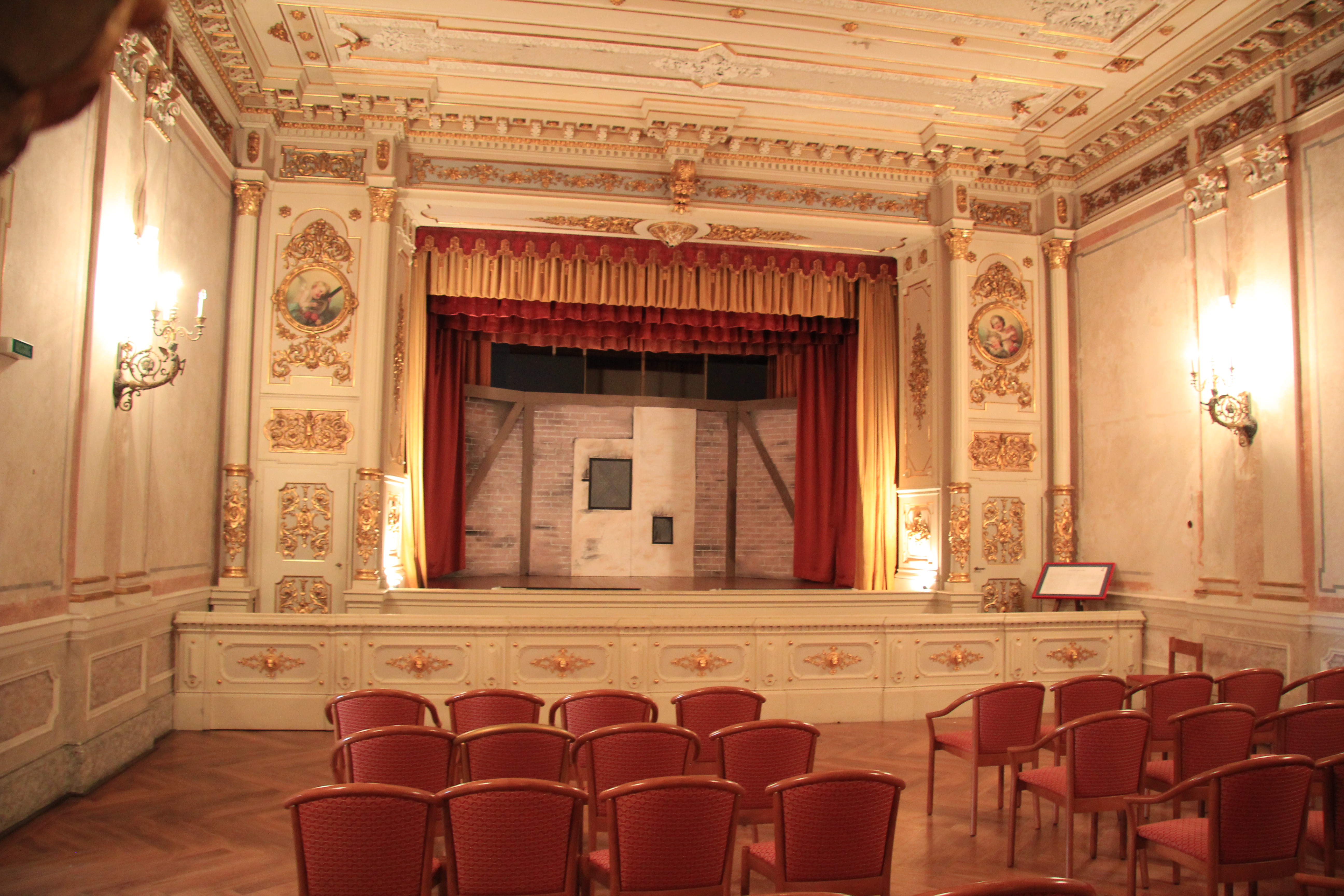
Schlosstheater

2006 fand im überdachten und geheizten Innenhof des Schlosses erstmals das von Felix Dvorak gegründete Schloss-Weitra-Festival statt. Um den Hof auch bei ungünstiger Witterung nützen zu können, wurden große Schirme eingebaut, womit der Schlosshof abgedeckt werden kann. Außerdem wird diese Spielstätte für vielfältige Veranstaltungen genutzt. Seit den 1980er-Jahren wird auch der traditionelle Garnisonsball abgehalten. Daneben beherbergt das Schloss ein Brauereimuseum und eine Dauerausstellung über den Eisernen Vorhang.
2014 übernahm Peter Hofbauer die Intendanz des Festivals auf Schloss Weitra. Die für 2020 geplante Aufführung von Wiener Blut wurde aufgrund der COVID-19-Pandemie erst im Jahr 2022 aufgeführt.